# IEEE 802.14
IEEE 802.14 fue un grupo de trabajo creado por el comité IEEE 802 a mediados de los años 90 para desarrollar un estándar basado en ATM. Sin embargo, el grupo de trabajo fue disuelto cuando múltiples operadoras multisistema (MSOs) empezó a apoyar por aquel entonces la incipiente creación de la especificación DOCSIS 1.0, que utiliza por lo general un mejor servicio y estaba basada en IP (con puntos de código de extensión para apoyar ATM para QoS en el futuro).
Las operadoras multisistema estaban interesadas en un rápido despliegue del servicio para poder competir con los clientes de acceso a Internet de banda ancha en lugar de esperar procesos más lentos, iterativos y deliberativos de los comités de desarrollo de normas.
- Datos: Q9006368